# Weissia mielichhoferiana
Weissia mielichhoferiana là một loài rêu trong họ Pottiaceae. Loài này được Funck mô tả khoa học đầu tiên năm 1817.